# Ismail Isa
Ismail Isa Mustafa (bulgarisch Исмаил Иса Мустафа; * 26. Juni 1989 in Targowischte) ist ein bulgarisch-türkischer ehemaliger Fußballspieler.

## Verein
Ismail Isa begann seine Karriere in seiner Heimatstadt beim PFC Swetkawiza. Sein erster Profiverein war der FK Chaskowo in der Saison 2006/07. Nachdem der Stürmer dort in 32 Spielen 14 Tore schoss, wurde er von Lewski Sofia verpflichtet. Lewski Sofia verlieh Isa zur Saison 2008/09 zum OFK Sliwen 2000. In der darauf folgenden Saison wurde er von Sofia zu Lokomotive Mesdra verliehen. Ab Sommer 2010 spielt er für eine Saison wieder für Lewski Sofia und trägt dort die Rückennummer 29.
Da er neben der bulgarischen auch die türkische Staatsangehörigkeit besitzt kann er in den türkischen Ligen eingesetzt werden ohne dabei einen Ausländerplatz zu blockieren. Infolgedessen wurde er von mehreren türkischen Erst- und Zweitligisten beobachtet. So wechselte er zur Saison 2011/12 zu dem türkischen Erstligisten Karabükspor. Hier konnte er sich nicht durchsetzen und kam lediglich bei drei Ligenspielen und einem Pokalspiel zum Einsatz. In der Winterpause wurde er bis zum Saisonende an den Zweitligisten Elazığspor ausgeliehen. Mit diesem Verein feierte er zum Saisonende die Vizemeisterschaft der TFF 1. Lig und somit den direkten Aufstieg in die höchste türkische Spielklasse. Nachdem er zum Sommer 2012 zu Karabükspor zurückgekehrt war, löste er nach gegenseitigem Einvernehmen mit der Vereinsführung seinen Vertrag auf und trennte sich von diesem Verein.
Für die Saison 2012/13 heuerte er beim bulgarischen Erstligisten Litex Lowetsch an. Im Sommer 2013 wechselte er zu Sheriff Tiraspol in die moldauische Divizia Națională. Dort gewann er die Meisterschaft 2014 und verpasste ein Jahr später die Titelverteidigung. Im Sommer 2015 schloss er sich Beroe Stara Sagora an. Ein Jahr später kehrte er nach Moldau zurück, dieses Mal zum FC Dacia Chișinău.
2017 wechselte Isa erneut in seine Heimat Bulgarien. Zuerst zum FC Wereja Stara Sagora und seit 2018 spielt er für den FC Dunaw Russe.

## Nationalmannschaft
Am 7. Februar 2015 kam er beim Freundschaftsspiel im türkischen Antalya gegen Rumänien (0:0) zu seinem einzigen Einsatz in der A-Nationalmannschaft. Isa stand in der Startformation und wurde in der 70. Minute für Radoslaw Wassilew ausgewechselt.

## Erfolge
- Mit Elazığspor:
  - Vizemeisterschaft der TFF 1. Lig 2011/12
  - Aufstieg in die Süper Lig: 2011/12
- Mit Sheriff Tiraspol:
  - Moldauischer Meister: 2014